# Bariogenezis
A kozmológiában általánosan bariogenezisnek nevezzük azt a hipotetikus fizikai folyamatot, melynek következtében a barionok és antibarionok között aszimmetria jött létre az univerzum korai időszakában. Ennek a folyamatnak az eredménye (elméletileg) az a nagy mennyiségű anyag, amely kitölti a jelenleg ismert univerzumot.
A bariogenezis-elméletek (köztük a legfontosabbak az elektrogyenge bariogenezis és GUT bariogenezis) a fizika különböző ágait vonja be - mint például a kvantumtérelméletet és a statisztikus fizikát -, hogy leírja a lehetséges mechanizmusokat. A legalapvetőbb különbség az egyes elméletek között az, hogy milyen módon írják le az elemi részecskék között végbemenő kölcsönhatásokat.
A bariogenezist a sokkal jobban megértett ősrobbanáskori nukleoszintézis követi, melynek folyamán könnyű atommagok kezdtek formálódni.

## Háttere
A Dirac-egyenlet, melyet Paul Dirac fogalmazott meg 1928 környékén a relativisztikus kvantummechanika kidolgozásának részeként, előrejelzi az antirészecskék létezését párban a megfelelő elemi részecskékkel. Később kísérleti úton is igazolták, hogy minden ismert részecske rendelkezik megfelelő antirészecskével. A CPT-szimmetria elmélete garantálja, hogy a részecske és a neki megfelelő antirészecske pontosan ugyanazon élettartammal és tömeggel rendelkezik, míg töltésük ellentétes. Ennek fényében zavaró, hogy az univerzumban látszólag nincs azonos mennyiségű anyag és antianyag (épp ellenkezőleg: kísérleti bizonyíték nem támasztja alá, hogy lenne jelentős mennyiségű antianyag-koncentráció bárhol az ismert univerzumban).
Alapvetően két magyarázat létezik az aszimmetriára:
- az univerzum valamilyen okból kisebb mértékű anyag-irányú preferenciával indult (a kezdeti - ősrobbanás előtti - univerzum teljes barionszáma különbözött zérótól);
- eredetileg az univerzum tökéletesen szimmetrikus volt, ám valamilyen módon, egy sor esemény következtében az egyensúly felbomlott, lassan de biztosan vezetve az anyag dominanciájához.

A második nézőpontot tartják a valószínűbbnek, ám nincs semmilyen kísérleti bizonyíték ami alátámasztaná (ahogy a másik mellett sincs). Az ok, amiért ezt tartják valószínűbbnek, a következő nézőponton alapul: ha az univerzum magába foglal mindent (tér, idő, anyag), akkor semmi sem létezik rajta kívül, tehát semmi sem létezett előtte, amiből az következik, hogy a kezdeti barionszám zéró. Ennek fényében az elsődleges probléma az aszimmetria létrejöttének megmagyarázása.

## Szaharov-feltételek
Andrej Szaharov 1967-ben javasolta egy három feltételből álló rendszer felállítását, melyet teljesítenie kell egy barion-generáló kölcsönhatásnak ahhoz, hogy aszimmetrikusan hozzon létre anyagot és antianyagot. Ezeket a feltételeket néhány olyan korabeli felfedezés ihlette, ami a kozmikus háttérsugárzást
és a CP-sértést (a semleges kaon rendszerekben) tárgyalta.

A három kötelező feltétel a következő:
- Barionszám-sértés ({\displaystyle B});
- A töltéstükrözés és a CP-szimmetria megsértése;
- A termikus egyensúlyon kívül eső kölcsönhatások;

Jelenleg semmilyen kísérleti bizonyítéka nincs olyan részecske-kölcsönhatásoknak, ahol a barionszám-megmaradás elve megtörne. Matematikailag a barionszám kvantum operátorának kommutátora a standard modell Hamilton-operátorával zérót ad:
{\displaystyle [B,H]=BH-HB=0}
Figyelembe kell venni viszont, hogy a standard modell bizonyítottan sérti némely esetekben a barionszám-megmaradás elvét.[forrás?] Hasonló anomália előfordulhat a standard modellt meghaladó fizikai események esetén is (mint szuperszimmetria)
A második feltételt 1964-ben fedezték fel (direkt CP-sértést, amikor egy bomlási folyamat sérti a CP-szimmetriát, 1999-ben fedeztek fel). Ha a CPT-szimmetria fennáll, a CP-szimmetria csak akkor sérülhet, ha az időtükrözési-szimmetria (T-szimmetria) sérül.
Az utolsó feltétel kijelenti, hogy egy barion-aszimmetriát generáló kölcsönhatás lassabb kell legyen, mint az univerzum tágulásának foka. Ebben az esetben a részecskék és a hozzájuk tartozó antirészecskék nem érik el az egyensúlyi állapotot (nem semlegesítik egymást) a magas tágulási ráta miatt, így csökkentve a párok semlegesítődésének valószínűségét.

## Az anyag eloszlása az univerzumban

### Barion-aszimmetria paraméterei
A fizikai elméletek feladata, hogy megmagyarázzák, hogyan jöhetett létre ez az aszimmetria, s ugyanakkor, meghatározza annak nagyságát. Ebben a vonatkozásban különösen fontos mennyiség az aszimmetria-paraméter:
{\displaystyle \eta ={\frac {n_{B}-n_{\bar {B}}}{n_{\gamma }}}}.
Ez a mennyiség arányba állítja a barionok és antibarionok sűrűsége (nB illetve nB) közötti különbséget és a kozmikus háttérsugárzásban előforduló fotonok sűrűségét (nγ).
Az Ősrobbanás modelljének megfelelően az anyag nagyjából 3000 kelvin hőmérséklet körül levált a kozmikus háttérsugárzásról, megközelítőleg 0,3 eV (3000 K/(1,000008 · 104 K/eV)) átlagos energiát hordozva. A leválást követően a háttérsugárzást adó fotonok száma állandó marad, így a folyamatos tér-idő tágulásnak köszönhetően a sűrűsége csökken. A foton-sűrűséget adott T hőmérsékleten a következő összefüggés adja meg:
{\displaystyle n_{\gamma }={\frac {1}{\pi ^{2}}}{\left({\frac {k_{B}T}{\hbar c}}\right)}^{3}\int _{0}^{\infty }{\frac {x^{2}}{\exp(x)-1}}dx\simeq 20.3\left({\frac {T}{1{\text{K}}}}\right)^{3}{\text{cm}}^{-3}}
Ahol: kB' a Boltzmann-állandó, ħ a Planck-állandó elosztva 2π-vel, és c a fény sebessége vákuumban. Jelenleg ez nagyjából 411 fotonnak felel meg köbcentiméterenként.
Mivel ez a η paraméter relatív, erősen függ a háttérsugárzásban található fotonok sűrűségétől, nem megfelelő a számításokhoz. Ennek kiküszöbölésére használják az alábbi összefüggést (mely a foton-sűrűség helyett az entrópia sűrűségét - s - használja, ez állandónak tekinthető):
{\displaystyle \eta _{s}={\frac {n_{B}-n_{\bar {B}}}{s}}}
Az entrópia sűrűsége definíció szerint:
{\displaystyle s\ {\stackrel {\mathrm {def} }{=}}\ {\frac {\mathrm {entropy} }{\mathrm {volume} }}={\frac {p+\rho }{T}}={\frac {2\pi ^{2}}{45}}g_{*}(T)T^{3}}
Ahol: p és ρ a nyomás és sűrűség ( a Tμν tenzor elemei), g* pedig egy tömeg nélküli részecske effektív szabadságfoka T hőmérsékleten.
{\displaystyle g_{*}(T)=\sum _{\mathrm {i=bosons} }g_{i}{\left({\frac {T_{i}}{T}}\right)}^{3}+{\frac {7}{8}}\sum _{\mathrm {j=fermions} }g_{j}{\left({\frac {T_{j}}{T}}\right)}^{3}}
A fenti képlet bozonok és fermionok esetét írja le, gi és gj szabadságfokkal Ti illetve Tj hőmérsékleten. Az entrópia sűrűség értéke s = 7.04nγ.

## Lásd még
- Lepton

### Cikkek
1. ↑  Grand Unified Theory = nagy egyesített elmélet
2. ↑  
P.A.M. Dirac (1928). „The Quantum Theory of the Electron”. Proceedings of the Royal Society of London A 117 (778), 610–624. o. DOI:10.1098/rspa.1928.0023.
3. ↑  
A. D. Sakharov (1967). „Violation of CP invariance, C asymmetry, and baryon asymmetry of the universe”. Journal of Experimental and Theoretical Physics 5, 24–27. o., republished as A. D. Sakharov (1991). „Violation of CP invariance, C asymmetry, and baryon asymmetry of the universe”. Soviet Physics Uspekhi 34, 392–393. o. DOI:10.1070/PU1991v034n05ABEH002497.
4. ↑  
A. A. Penzias and R. W. Wilson (1965). „A Measurement of Excess Antenna Temperature at 4080 Mc/s”. Astrophysical Journal 5, 419–421. o. DOI:10.1086/148307.
5. ↑  
J. W. Cronin, V. L. Fitch et al. (1964). „Evidence for the 2π decay of the K02 meson”. Physical Review Letters 13, 138–140. o. DOI:10.1103/PhysRevLett.13.138.

### Könyvek
- E. W. Kolb and M. S. Turner. The Early Universe. Perseus Publishing (1994). ISBN 0-201-62674-8